# Dame-Marie (Haïti)
Dame-Marie (Haïtiaans-Creools: Dam Mari) is een stad en gemeente in Haïti met 39.000 inwoners. De plaats ligt op de westelijke punt van het schiereiland Tiburon, 32 km ten westen van de stad Jérémie. De gemeente maakt deel uit van het arrondissement Anse-d'Hainault in het departement Grand'Anse.

## Indeling
De gemeente bestaat uit de volgende sections communales:
| Nr. | Naam           | Km²   | Inw.2015 |
| --- | -------------- | ----- | -------- |
| 1   | Bariadelle     | 23,68 | 5.716    |
| 2   | Dallier        | 7,07  | 1.721    |
| 3   | Desormeau      | 17,42 | 15.400   |
| 4   | Petite Rivière | 20,53 | 5.638    |
| 5   | Baliverne      | 33,46 | 10.272   |